# Justinas Vareikis
Justinas Vareikis (* Dezember 1870 in Saleninkai, Rajongemeinde Jonava; † 1956 in Skaruliai) war ein litauischer Buchträger und Soldat.

## Leben
Justinas Vareikis besuchte weder eine Schule noch hatte er eine private Ausbildung, da seine Eltern zu arm waren. Er arbeitete als Flößer auf den Flüssen Šventoji, Neris und Nemunas. Mit 18 Jahren begann er, verbotene litauische Literatur aus Preussen zu schmuggeln. Deswegen verbrachte er 3 Monate im Gefängnis Kaunas. Nach der Erklärung der Unabhängigkeit Litauens half er bei der Verteidigung Jonavas und meldete sich 1919 als Freiwilliger zur Litauischen Armee. Er kämpfte gegen Polen bei Radviliškis und Meškuičiai.
Er war verheiratet und hatte zwei Töchter namens Jadvyga und Salomėja.
Nach ihm wurde die 5. Mittelschule Jonava in Rimkai genannt (jetzt Justinas-Vareikis-Hauptschule Jonava).